# Pierre Champion (Radsportler)
Pierre Champion (* 1. Dezember 1921 in Saint-Sulpice NE; † 31. August 2013 in Morges) war ein Schweizer Radrennfahrer und nationaler Meister im Radsport.

## Sportliche Laufbahn
Champion war Spezialist im Querfeldeinrennen (heutige Bezeichnung Cyclocross). 1946 siegte er bei den Schweizer Radquer-Meisterschaften vor Eugen Strickler, 1948 vor Roland Fantini. 1951 gewann er den Titel erneut vor Fantini. 1952 wurde er Vize-Meister hinter Jean-Paul Bolay. Im Critérium international de cyclo-cross, das als Vorläufer der späteren Cyclocross-Weltmeisterschaften galt, kam Champion 1947 auf den 8. und 1949 auf den 6. Platz. Bei den Cyclocross-Weltmeisterschaften 1951 wurde er 18., 1952 kam er auf den 6. Rang. Im Strassenradsport hatte er keine Erfolge.